# Tetramethylzinn
Tetramethylzinn, mit der Konstitutionsformel Sn(CH3)4, ist eine der einfachsten metallorganischen Zinnverbindungen. Die klare, farblose, dünnflüssige, leicht flüchtige Flüssigkeit hat einen unangenehmen Geruch. Tetramethylzinn kann zur Methylierung von organischen und anorganischen Halogeniden verwendet werden.

## Gewinnung und Darstellung
Tetramethylzinn kann durch Reaktion des Grignard-Reagenz Methylmagnesiumiodid mit Zinn(IV)-chlorid (SnCl4) hergestellt werden:
{\displaystyle \mathrm {4\ IMgCH_{3}\ +\ SnCl_{4}\ \rightarrow \ Sn(CH_{3})_{4}\ +\ 4\ MgICl} }
Auch metallorganische Verbindungen anderer Elemente, wie Methylaluminiumverbindungen, können zur Methylierung von SnCl4 eingesetzt werden.
{\displaystyle \mathrm {4\ Al(CH_{3})_{3}\ +\ 3\ SnCl_{4}\ \rightarrow \ 3\ Sn(CH_{3})_{4}\ +\ 4\ AlCl_{3}} }
Ebenso können SnCl4 und Methylchlorid direkt in Gegenwart von Natrium miteinander umgesetzt werden (Wurtz-Reaktion):
{\displaystyle \mathrm {4\ ClCH_{3}\ +\ SnCl_{4}\ +\ 8\ Na\ \rightarrow \ Sn(CH_{3})_{4}\ +\ 8\ NaCl} }

## Eigenschaften

### Physikalische Eigenschaften
Tetramethylzinn ist leichtentzündlich, mit einem Flammpunkt von −12 °C und einer unteren Explosionsgrenze von 1,9 Vol-%. Es hat eine Dichte von 1,29 g·cm−3 und einen Brechungsindex von 1,4410. Es ist nahezu unlöslich in Wasser aber gut mischbar mit unpolaren organischen Lösungsmitteln. Im Molekül ist das zentrale Zinnatom – äquivalent zum zentralen Kohlenstoffatom in Neopentan – von den vier Methylgruppen in einer tetraedrischen Anordnung umgeben. Die Stärke der Sn–C-Bindung wird mit 297 kJ/mol angenommen.

### Chemische Eigenschaften
Tetramethylzinn ist aufgrund der guten Abschirmung des zentralen Metallatoms und der geringen Polarität der Sn–C-Bindung an der Luft stabil und weitgehend hydrolyseunempfindlich.
Tetramethylzinn reagiert mit Säurechloriden unter Bildung von Methylketonen und mit Arylhalogeniden unter Bildung von Arylmethylketonen:
{\displaystyle \mathrm {Sn(CH_{3})_{4}\ +\ RC(O)Cl\ \rightarrow \ RC(O)CH_{3}\ +\ ClSn(CH_{3})_{3}} }
Auch auf anorganische Halogenide, wie SnCl4 oder BBr3, können vom Tetramethylzinn Methylgruppen übertragen werden:
{\displaystyle \mathrm {3\ Sn(CH_{3})_{4}\ +\ SnCl_{4}\ \rightarrow \ 4\ ClSn(CH_{3})_{3}} }     (Kocheshkov-Umlagerung)
{\displaystyle \mathrm {Sn(CH_{3})_{4}\ +\ 2\ BBr_{3}\ \rightarrow \ 2\ Br_{2}BCH_{3}\ +\ Br_{2}Sn(CH_{3})_{2}} }

## Verwendung
- im MOCVD-Verfahren (Metalorganic Chemical Vapour Deposition) bei der Herstellung von hochwertigen Zinn oder Zinnoxidfilmen für Solarzellen oder Gassensoren durch thermische Zersetzung bei 400–650 °C.[7][9][10]

{\displaystyle \mathrm {Sn(CH_{3})_{4}\ +\ 8\ O_{2}\quad {\xrightarrow[{-6\ H_{2}O,\ -4\ CO_{2}}]{470\ ^{\circ }C}}\ SnO_{2}} }
- als Cokatalysator bei der Polymerisation von Cycloolefinen (Metathese). Im ersten Schritt bilden sich die entsprechenden aktiven Wolfram-Katalysatoren[11][12], Methyltrioxorhenium (MTO)[13] oder andere Rheniumkatalysatoren durch Methylierung des Zentralatoms:[14]

{\displaystyle \mathrm {WCl_{6}\ +\ 2\ Sn(CH_{3})_{4}\quad {\xrightarrow[{-2\ ClSn(CH_{3})_{3}}]{}}\quad Cl_{4}W(CH_{3})_{2}\ \quad {\xrightarrow[{-CH_{4}}]{}}\quad Cl_{4}W{=}CH_{2}} }
{\displaystyle \mathrm {Re_{2}O_{7}\ +\ Sn(CH_{3})_{4}\ \rightarrow \ \underbrace {O_{3}ReCH_{3}} _{(MTO)}\ +\ O_{3}ReOSn(CH_{3})_{3}} }

## Sicherheitshinweise
Tetramethylzinn ist wie viele andere organische Zinnverbindungen als giftig eingestuft und muss daher mit entsprechender Vorsicht gehandhabt werden.
- Toxizität gegenüber Fischen, LC50: Dosis 6,44 mg/l (48 h) Oryzias latipes (Roter Killifisch).
- Toxizität gegenüber Daphnien und anderen wirbellosen Wassertieren, EC50: Dosis: 40 mg/l (24 h) Daphnia magna (Großer Wasserfloh).[1]

Zinnorganische Verbindungen schädigen das zentrale Nervensystem, was zu Krämpfen, Narkose und Atemlähmung führen kann. Es wird berichtet, dass Tetramethylzinn, welches – neben Triethyl- und Trimethylzinnverbindungen – bei der Produktion von Solarzellen eingesetzt wird, in Säugetieren rasch zu Trimethylzinn-Einheiten dealkyliert wird. Tierversuche zeigen, dass Trimethylzinn auf das zentrale Nervensystem wirkt und zu Vergiftungen führen kann, welche sich in reversiblen Nervenschäden bis zum Tod manifestieren können.